# Chichilianne
Chichilianne település Franciaországban, Isère megyében. Lakosainak száma 326 fő (2022. január 1.). Chichilianne Saint-Martin-de-Clelles, Saint-Michel-les-Portes, Laval-d’Aix, Romeyer, Clelles, Gresse-en-Vercors, Le Percy és Châtillon-en-Diois községekkel határos.

## Népesség
A település népességének változása:
| Lakosok száma | 170  | 159  | 158  | 263  | 279  | 284  | 305  | 306  | 304  | 326  |
|               | 1968 | 1982 | 1990 | 2006 | 2013 | 2015 | 2017 | 2019 | 2020 | 2022 |